# Boris Pieritz
Boris Pieritz (* 22. August 1974) in Karlsruhe ist ein deutscher Publizist, Kommunikationswissenschaftler und Sportwissenschaftler.

## Werdegang
Pieritz wuchs in Ettlingen auf. 1994 absolvierte er am Eichendorff-Gymnasium in Ettlingen sein Abitur. Nach seinem Studium an der Freien Universität Berlin arbeitete er von 2000 bis 2006 als Sportredakteur und Projektleiter für das deutsch-französische Start-up Airweb. 2006 absolvierte er ein Volontariat beim Online-Ableger autobild.de der deutschen Automobil-Zeitschrift Auto Bild des Axel Springer Auto-Verlags mit Redaktionssitz in Hamburg. Nach seinem Volontariat durchlief er diverse Ressorts von autobild.de und wurde 2014 in die Auto-Bild-Chefredaktion berufen. 2016 wurde er Chefredakteur von Auto Bild Digital. Seit August 2020 arbeitet er als Chief Digital Officer für die Agentur Freundeskreis.
In seiner Jugend war er Judoka und wurde mit seinem Heimatverein JC Ettlingen u. a. Deutscher A-Jugend-Vizemeister. Pieritz ist verheiratet und hat zwei Töchter. Er lebt in Hamburg.

## Publikation
- Das Rollenbild des Sportjournalisten im Zeitalter Digitaler Medien, M.A. Freie Universität Berlin, 2000.

## Auszeichnungen/Preise
- Oktober 2023: BCM Award in Gold für die Electrifying Europe Tour mit MAN und Axel Springer Corporate Solutions (Kategorie B2C "Mobilität") / Quelle: https://shortlist2023.bcm-award.com/2023/shortlist-b2c-m/
- Oktober 2022: FOX Award in Gold für die Electrifying Europe Tour mit MAN und Axel Springer Corporate Solutions (Kategorie Integrierte Konzepte "Auto") / Quelle: https://foxawards.de/Aktuell/Die-FOX-AWARDS-2022-sind-entschieden.html

| Personendaten    | Personendaten                                                 |
| ---------------- | ------------------------------------------------------------- |
| NAME             | Pieritz, Boris                                                |
| KURZBESCHREIBUNG | deutscher Publizist, Kommunikations- und Sportwissenschaftler |
| GEBURTSDATUM     | 22. August 1974                                               |